# Cedofeita
Cedofeita é uma localidade portuguesa pertencente ao município do Porto. Atualmente parte do tecido urbano da cidade do Porto e integrada na União de Freguesias do Centro Histórico do Porto, Cedofeita foi por muito tempo administrativamente independente da cidade do Porto.
Foi sede da freguesia homónima antes da sua extinção em 2013 e é agora sede da união de freguesias do Centro Histórico. Eclesiasticamente, é uma paróquia da diocese do Porto, dedicada a São Martinho, mas foi couto e colegiada antes da sua anexação à cidade do Porto.

## História
Dos estudos realizados, tudo aponta para que as origens da freguesia estejam associadas ao primitivo povoado que nasceu, se desenvolveu e prosperou à sombra tutelar da antiga igreja românica, que ainda hoje existe no Largo do Priorado e que pertenceu a um convento de Cónegos Regrantes de Santo Agostinho. A construção da igreja é anterior à da própria Sé Catedral, sendo provavelmente a igreja mais antiga do Porto, construída quando Portugal ainda nem sequer existia politicamente.
Aqui ocorreu a conversão em massa do povo suevo, anos antes dos francos, com Clóvis.[carece de fontes?] Diz quem sabe destas coisas que a norte do Douro a igreja românica de Cedofeita é o único monumento do género que nos ficou do período medieval.[carece de fontes?]
Na frontaria do templo, mesmo por cima da porta principal, está gravada no granito uma inscrição latina que dá o ano de 559 como o da fundação da igreja. O teor da inscrição e, sobretudo, a indicação daquele ano como sendo o da fundação do templo suscitou e alimentou, durante anos, uma apaixonada discussão entre historiadores e investigadores que acabou com a conclusão de que a inscrição é apócrifa, por tanto não verdadeira, e que terá sido ali colocada aquando de uma remodelação feita no templo e redigida sem qualquer fundamento histórico.
Os mais antigos e fidedignos documentos que se conhecem, relacionados com o mosteiro de Cedofeita, remontam à Baixa Idade Média. São dois: uma bula do Papa Calisto II, datada de 1120, a qual apenas cita o mosteiro; e a carta de doação de D. Afonso II, do ano de 1218, na qual, com base em informações dos próprios abades e cónegos regrantes, o monarca faz saber que "D. Afonso, nosso senhor e avo (Afonso Henriques) reparara o dito mosteyro e anovadamente o dotara".

### Fundação do mosteiro durante o Reino Suevo

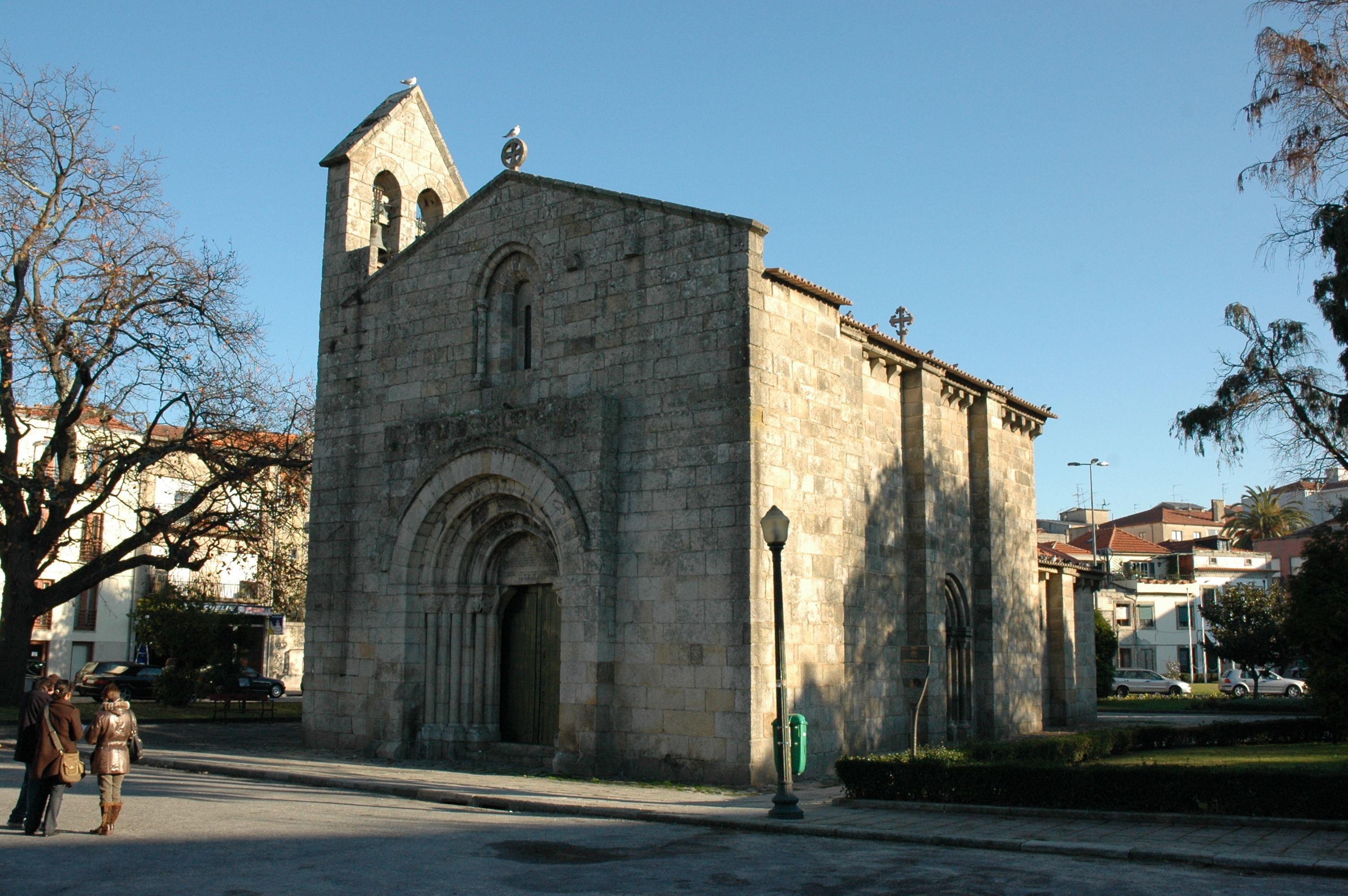
A igreja românica de São Martinho de Cedofeita.

A escassez de documentação referente à fundação da igreja de Cedofeita deu azo a diversas lendas, sendo duas delas as mais recorrentes.
Uns sustentam que foi fundada pelo rei suevo Reciário, que reinou em 446 e que foi o primeiro dos reis suevos a abraçar o Cristianismo. Outros dizem que a fundação da igreja se deve ao rei Teodomiro, também suevo, que a terá mandado construir em 14 de janeiro de 459, e nela se fez batizar conjuntamente com o seu filho Ariamiro, pela mão de São Martinho de Dume. Com este Santo Evangelizador, vieram as relíquias de São Martinho de Tours. Conservam-se num altar dedicado à sua devoção, na Igreja Nova, junto a outras de Martinho de Dume.
Consta que Teodemiro, não encontrando remédio para a enfermidade de seu filho Ariamiro, recorreu a S. Martinho de Tours aonde mandou embaixadores com ofertas de tanta prata e ouro quanto pesasse o filho enfermo. E com tanta fé Teodomiro acreditou neste milagre que logo a seguir à partida dos seus embaixadores ordenou que se começasse a construção de uma igreja em honra de S. Martinho.
O empenho posto no levantamento do templo foi tal que quando os embaixadores chegaram com as relíquias já ela estava concluída. E foi devido à rapidez da construção que veio a dizer-se «Cito Facta», o que significa «Feita Cedo» e que veio a dar CEDOFEITA.

### Domínio muçulmano
Em 755, durante o domínio muçulmano, os cristãos das terras do Mosteiro de Cedofeita receberam um salvo-conduto para a cidade do Porto e permissão para a prática da fé cristã dentro de portas fechadas, mediante um pagamento anual de 50 pesantes. Esta permissão foi dada através de uma «Carta de Jusgo» a troco de outros 50 pesantes, reproduzida por Egidio Johanes em 1229:
| “ | É esta carta de jusgo e consentimento de Abdalassis Abhrem Mahomet per illah illalah, senhor da cidade do Porto, e da gente de Nazaré, pela qual ordeno que os presbíteros e cristãos do Mosteiro de Cedofeita que moram junto à dita cidade do Porto, e o seu mosteiro, possuam os seu bens em paz e quietação, sem opressão, vexame ou força dos Sarracenos; com a condição que não digam as missas senão com as portas fechadas, e não toquem as suas campainhas: e paguem pelo consentimento 50 pesantes de boa prata anualmente, e possam sair e vir à cidade com liberdade e quando quiserem, e não vão fora das terras do meu mando sem o meu consentimento e vontade: assim o mando; e faço esta carta de salvo conduto, e a dou ao dito mosteiro para que a possua para o seu sossego (jusgo). | ” |

### A origem da colegiada
Depois de se ter introduzido nas igrejas catedrais o sistema da vida em comum, passou a ser tão grande o número de clérigos que procuravam servi-la, que em muitas igrejas paroquiais se estabeleceram Colégios clericais com organização semelhante à dos Cabidos. Certos mosteiros também se transformaram em colégios de cónegos por ser permitido aos monges que se apartavam da sua regra seguir o instituído por que se regiam os cabidos.
Esta foi a origem das colegiadas, que dos cabidos se distinguiam por serem presididas pelo pároco, com o título de Prior, ao passo que os cabidos eram presididos pelos bispos.
Desconhece-se a data da fundação da Colegiada de S. Martinho de Cedofeita. De 1221 existe um documento que a ela se refere. Mas é muito provável que a sua criação seja anterior àquela data.
D. Nicolau de Santa Maria diz que já antes de 1118 a Colegiada existia e que tinha Prior e Cónegos que viviam segundo a regra de Santo Agostinho. As Colegiadas no século XVI formavam dois tipos: o das insignes, ao qual pertenciam a de Cedofeita e a de Guimarães, por exemplo; e o das menores.
A Colegiada de Cedofeita distinguiu-se também pelos varões ilustres que nela serviram, entre os quais a figura cimeira do Prior D. Nicolau Monteiro, que foi bispo do Porto, doutor em cânones pela Universidade de Coimbra, confessor da rainha D. Luísa de Gusmão, bispo eleito de Portalegre e da Guarda, conselheiro de Estado, mestre dos filhos de D. João IV, embaixador deste monarca ao pontífice Urbano VIII advogando eficazmente em Roma a justiça de Portugal contra as pretensões de Castela. Além desta grande figura da Igreja, também se notabilizaram na Colegiada de Cedofeita: S. Pascásio, discípulo do primeiro prior, S. Martinho de Dume; D. Beltrão de Monfaves, que foi prior e depois cardeal; D. Gonçalo Pereira, deão do Porto, arcebispo de Braga, avô do Condestável do reino, D. Nuno Álvares Pereira; D. Henrique (infante), irmão de D. João III, arcebispo de Braga e Évora, cardeal e depois rei de Portugal; D. Frei José Maria da Fonseca e Évora, prior comendatário e depois bispo do Porto.

### O ermo de Cedofeita
Ao dobrar o ano de 1571, o prior e cónegos da Colegiada de S. Martinho de Cedofeita mandaram ao bispo do Porto uma petição: queriam sair do sítio onde estavam e sugeriam a mudança para junto da Porta do Olival. Diziam os da Colegiada, na referida petição: "Se há igreja que tenha necessidade mui urgente para se trasladar e mudar de êrmo e despovoado para povoado e lugar da cidade acomodado para isso, é esta igreja de S. Martinho de Cedofeita, por muitas razões…". E entre as razões invocadas alegavam que a «igreja não é bem servida, principalmente quando as cheias e tempestades do Inverno e as calmas do Verão tornam impossíveis ou difíceis as longas jornadas entre a Porta do Olival (na Cordoaria) e o longínquo lugarejo de Cedofeita…
Havia ainda outra razão. "A igreja estava num lugar ermo e despovoado e os fregueses, que eram pescadores e lavradores, moravam muito afastados dela e durante a semana ninguém assistia aos ofícios divinos e por vezes até havia dificuldade em arranjar quem ajudasse às missas…".

### O couto
Não há dúvida de que existiu o «Couto de Cedofeita», apesar de alguns historiadores afirmarem que é falsa, que não existiu, a «Carta de Couto» que teria sido conferida por D. Afonso Henriques. Um documento datado de 1849 pormenoriza que o Couto começava no fim da Rua da Rainha (hoje de Antero de Quental), corria pelo Monte Pedral até ao Carvalhido, na Rua da Natária, e confrontava com Paranhos. Do Carvalhido seguia pela Rua da Carcereira até à Cova do Monte, fim da Quinta do Vanzeller, partia com Ramalde e com a estrada para Lordelo e vinha ao Douro. Acompanhava o rio até ao começo da Calçada de Monchique (que ficava já dentro do COUTO) e daí subindo à Rua dos Carrancas partia com Miragaia. Continuava até ao Adro dos Enforcados (traseiras do Hospital de Santo António) onde confrontava com Santo Ildefonso, seguia pelo Rua do Paço até à cerca dos frades do Carmo, Travessa do Carregal, chegava ao canto do Hospital do Carmo, circuitava a Praça dos Ferradores (hoje de Carlos Alberto) até ao cunhal do Palácio dos Balsemões, Rua das Oliveiras e Sovela, Campo de Santo Ovídio, Rua da Lapa e lado poente da Rua da Rainha até Paranhos. Todo este território, que hoje está incorporado no tecido urbano da cidade e intensamente povoado, era, ainda na segunda metade do século XVII, simples arrabalde campesino da cidade.
Quando se terá verificado a integração do Couto de Cedofeita no tecido urbano da cidade do Porto? A resposta, pelas razões já atrás várias vezes referidas (escassez de fontes e falta de documentos) não é fácil de dar. Mas é muito provável que a integração se tenha feito na transição do século XVI para o século XVII. Ou talvez antes. De certeza, sabe-se que a Mesa Grande da Relação, em 9 de Outubro de 1710, ampliou a área limitada pela Muralha Fernandina com as das freguesias contíguas: Vitória, Miragaia e Santo Ildefonso; e também com as de Massarelos e Cedofeita. Esta medida da Mesa Grande, que fixava os novos limites da cidade, já abrangia a área do Couto de Cedofeita.

### Anexação à cidade do Porto
Em 1834, a freguesia de Cedofeita, juntamente com a de Bonfim, foi anexada por ordem de D. Pedro IV à cidade do Porto.

## População
| População da freguesia de Cedofeita | População da freguesia de Cedofeita | População da freguesia de Cedofeita | População da freguesia de Cedofeita | População da freguesia de Cedofeita | População da freguesia de Cedofeita | População da freguesia de Cedofeita | População da freguesia de Cedofeita | População da freguesia de Cedofeita | População da freguesia de Cedofeita | População da freguesia de Cedofeita | População da freguesia de Cedofeita | População da freguesia de Cedofeita | População da freguesia de Cedofeita | População da freguesia de Cedofeita |
| ----------------------------------- | ----------------------------------- | ----------------------------------- | ----------------------------------- | ----------------------------------- | ----------------------------------- | ----------------------------------- | ----------------------------------- | ----------------------------------- | ----------------------------------- | ----------------------------------- | ----------------------------------- | ----------------------------------- | ----------------------------------- | ----------------------------------- |
| 1864                                | 1878                                | 1890                                | 1900                                | 1911                                | 1920                                | 1930                                | 1940                                | 1950                                | 1960                                | 1970                                | 1981                                | 1991                                | 2001                                | 2011                                |
| 11 614                              | 16 244                              | 22 677                              | 25 999                              | 30 792                              | 33 020                              | 36 520                              | 41 835                              | 42 796                              | 40 196                              | 35 179                              | 36 841                              | 32 066                              | 24 784                              | 22 077                              |

Pelo decreto nº 40.526, de 08/02/1956, foram-lhe fixados os actuais limites.
| Distribuição da População por Grupos Etários | Distribuição da População por Grupos Etários | Distribuição da População por Grupos Etários | Distribuição da População por Grupos Etários | Distribuição da População por Grupos Etários | Distribuição da População por Grupos Etários | Distribuição da População por Grupos Etários | Distribuição da População por Grupos Etários | Distribuição da População por Grupos Etários | Distribuição da População por Grupos Etários |
| -------------------------------------------- | -------------------------------------------- | -------------------------------------------- | -------------------------------------------- | -------------------------------------------- | -------------------------------------------- | -------------------------------------------- | -------------------------------------------- | -------------------------------------------- | -------------------------------------------- |
| Ano                                          | 0-14 Anos                                    | 15-24 Anos                                   | 25-64 Anos                                   | > 65 Anos                                    |                                              | 0-14 Anos                                    | 15-24 Anos                                   | 25-64 Anos                                   | > 65 Anos                                    |
| 2001                                         | 2 548                                        | 3 590                                        | 13 281                                       | 5 365                                        |                                              | 10,3%                                        | 14,5%                                        | 53,6%                                        | 21,6%                                        |
| 2011                                         | 2 108                                        | 2 016                                        | 12 028                                       | 5 925                                        |                                              | 9,5%                                         | 9,1%                                         | 54,5%                                        | 26,8%                                        |

Média do País no censo de 2001:  0/14 Anos-16,0%; 15/24 Anos-14,3%; 25/64 Anos-53,4%; 65 e mais Anos-16,4%
Média do País no censo de 2011:   0/14 Anos-14,9%; 15/24 Anos-10,9%; 25/64 Anos-55,2%; 65 e mais Anos-19,0%

## Património

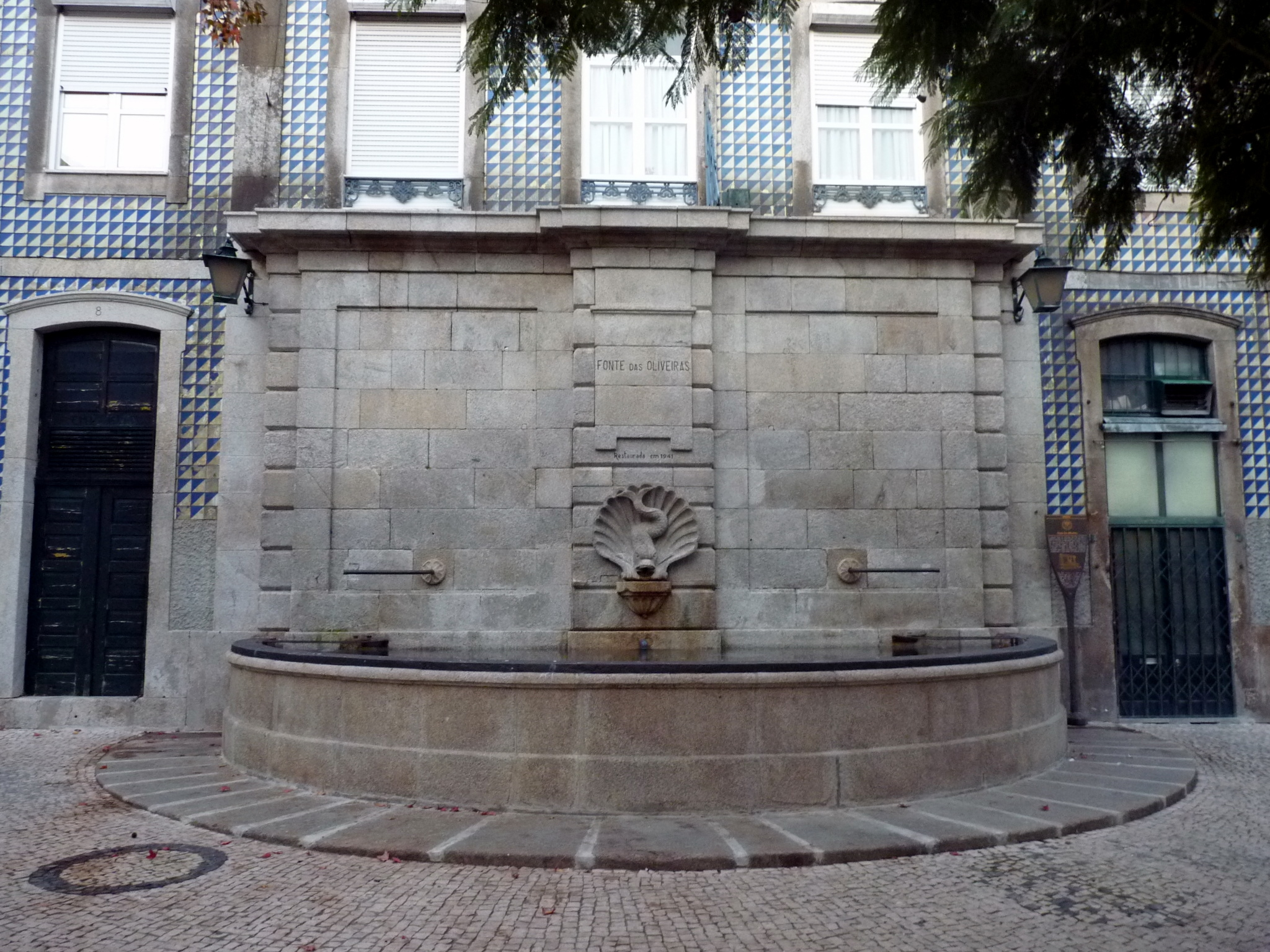
Fonte das Oliveiras

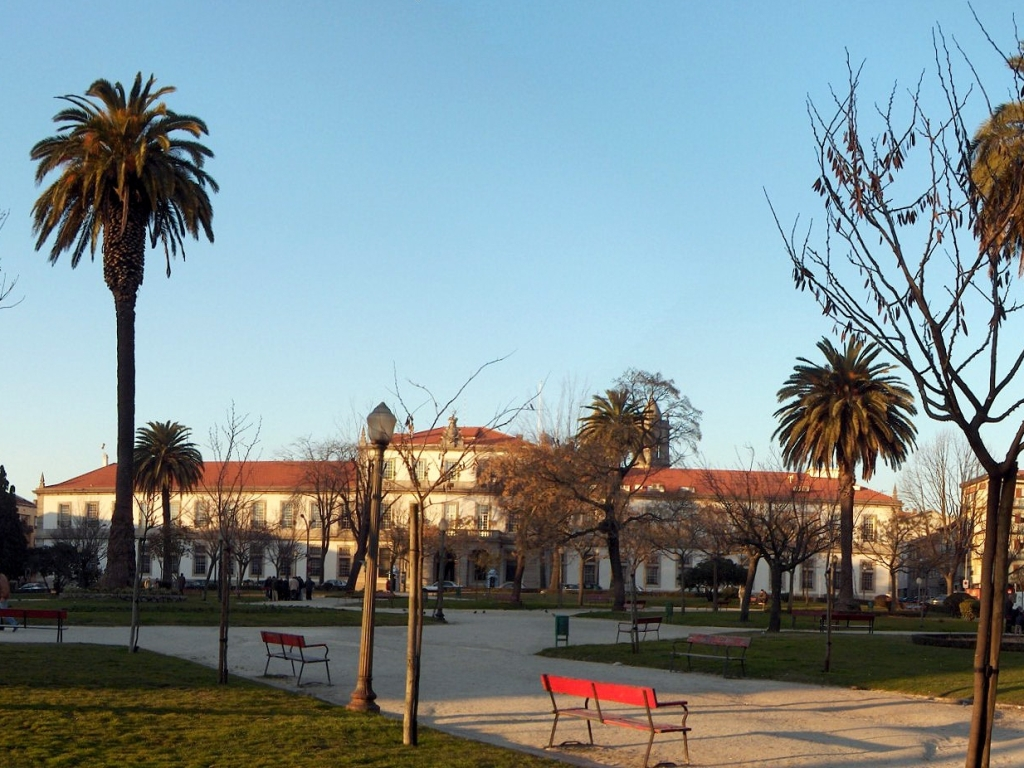
Quartel de Santo Ovídio

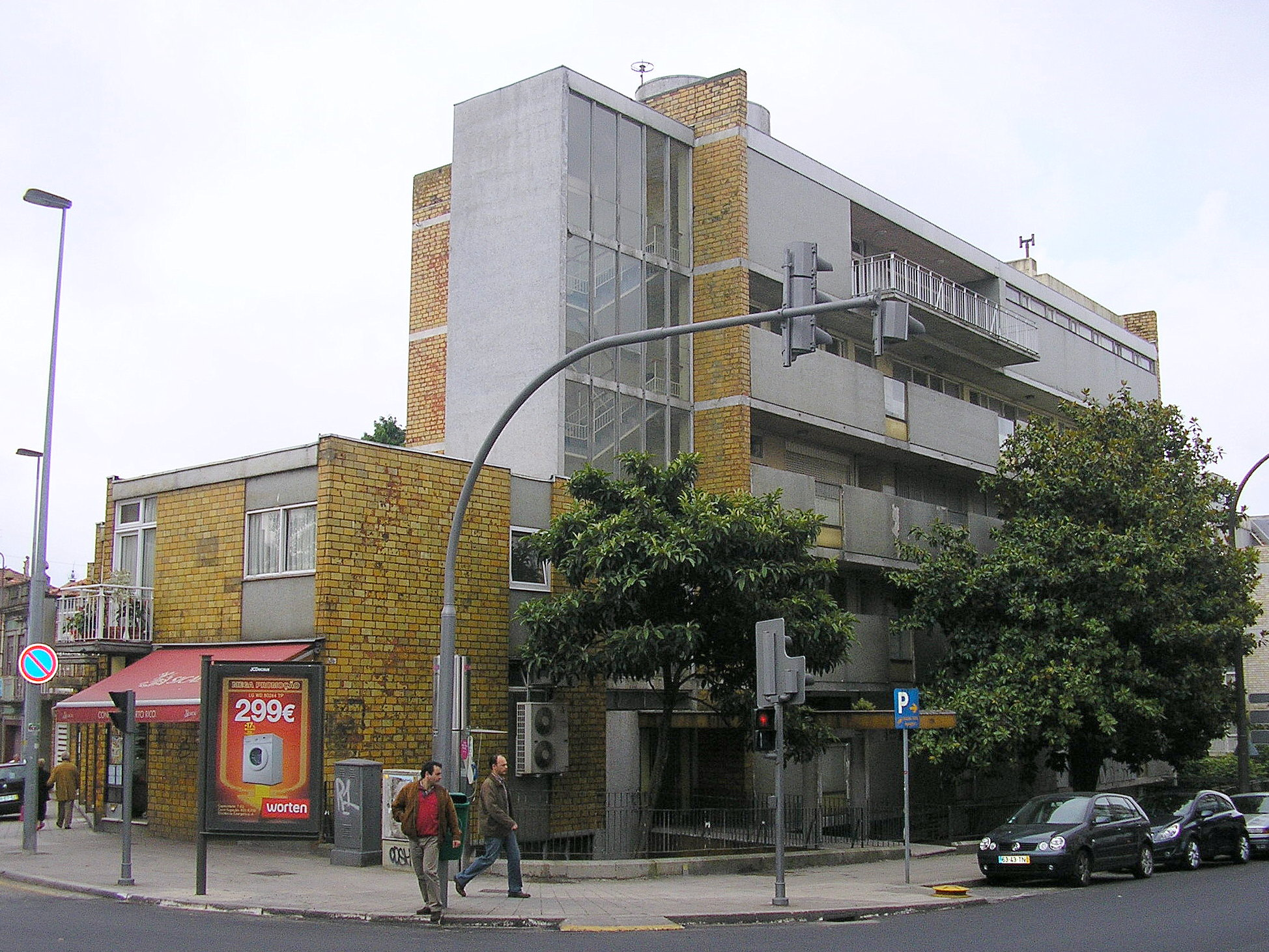
Edifício Parnaso

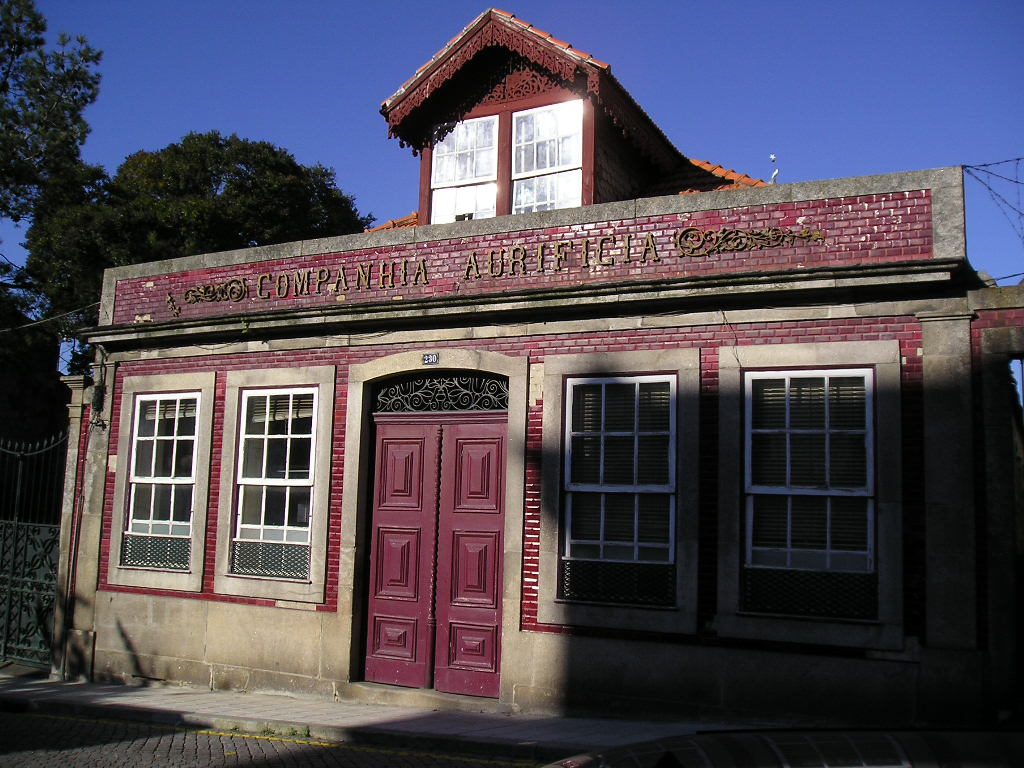
Companhia Aurifícia

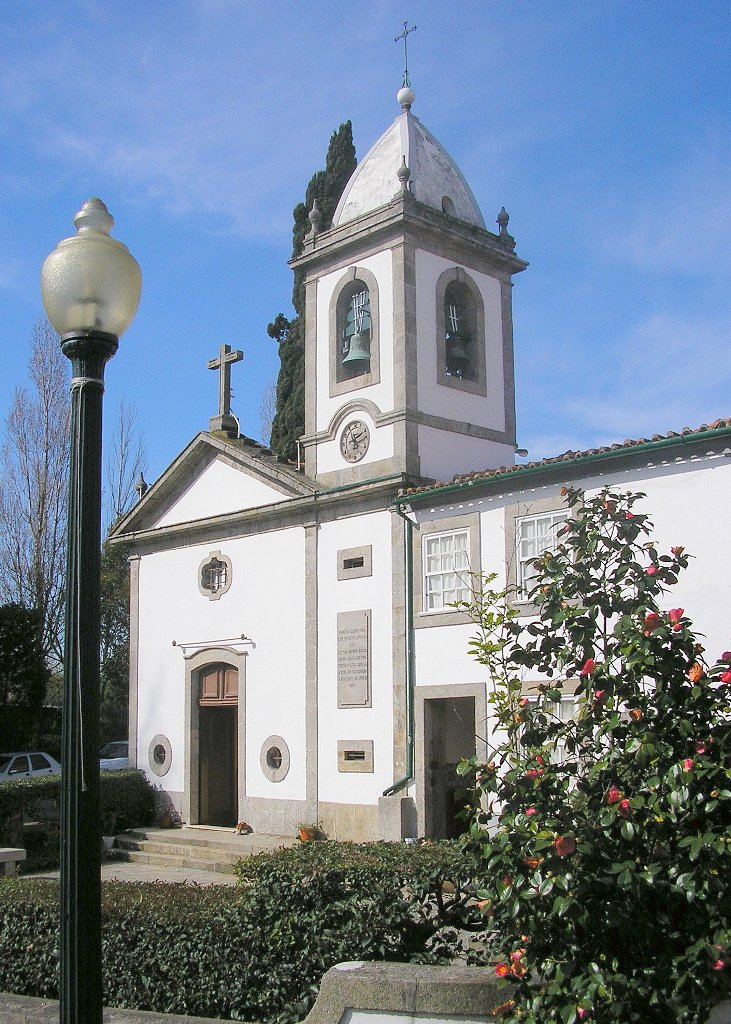
Capela da Ramada Alta

### Referenciado peloIHRU
- Casa da Pedra ou Casa das Águas Férreas e jardim
- Casa do Visconde de Pinhel
- Casa dos Albuquerque de Mello Pereira e Cáceres
- Casa dos Barões do Seixo/ Casa da Baronesa do Seixo
- Centro do BCG do Porto / Centro de Diagnóstico e Profilaxia do Porto
- Companhia Aurifícia
- Fonte da Lapa
- Hospital Militar D. Pedro V / Hospital Militar do Porto
- Junta de Freguesia de Cedofeita
- Lar de São José de Cluny
- Monumento aos Heróis da Guerra Peninsular
- Prédio na Rua Nossa Senhora de Fátima, 67
- Quartel do Centro de Selecção do Porto
- Quinta das Águas Férreas / Tutoria da Infância do Porto e Refúgio anexo / Centro Educativo de Santo António
- Tribunal de Família e Menores do Porto

## Símbolos
O brasão de armas, bandeira e selo foram aprovados em Diário da República em 1998. Estes são descritos da seguinte forma:
| “ | Brasão — Escudo de vermelho, urna de prata, encimada, por coroa real de ouro, carregada com um coração de vermelho; em chefe, à dextra, balança de pratos e, à sinistra, roda dentada, ambas de ouro. Coroa mural de prata de três torres. Listel branco com a legenda a negro: «CEDOFEITA»; Bandeira — amarela. Cordão e borlas de ouro e vermelho. Haste e lança de ouro; Selo — nos termos da lei, com a legenda: «Junta de Freguesia de Cedofeita — Porto». | ” |

## Religião
- Capela de Nossa Senhora do Socorro / Capela do Senhor do Olho Vivo
- Capela de Nossa Senhora dos Anjos
- Capela do Pinheiro
- Capela da Ramada Alta ou Capela do Senhor do Calvário ou Capela de Nossa Senhora das Dores
- Igreja do Coração de Jesus do Carvalhido
- Igreja Evangélica Metodista
- Igreja de Nossa Senhora de Fátima / Residência da Companhia de Jesus
- Igreja de Nossa Senhora da Lapa
- Igreja Nova do Carvalhido / Igreja Paroquial do Carvalhido
- Igreja de São Martinho de Cedofeita ou Igreja de Cedofeita
- Igreja Paroquial de São Martinho de Cedofeita

## Ensino
- Escola Primária da Constituição
- Escola Secundária Carolina Michaëlis (antigo Liceu Carolina Michaellis)
- Escola Secundária Rodrigues de Freitas (antigo Liceu D. Manuel II)
- Faculdade de Direito da Universidade do Porto, (antiga Faculdade de Engenharia da Universidade do Porto)
- Faculdade de Farmácia da Universidade do Porto
- Escola Profissional Infante D. Henrique - Hotelaria e Restauração
- Escola Artística do Conservatório de Música do Porto
- Janela Aberta - Casa da Madeira do Norte - Formação para Adultos
- ISCET -Instituto Superior de Ciências Empresariais e do Turismo

## Bairros
- Bairro Operário do Monte Pedral
- Conjunto Habitacional da Bouça (Operação SAAL na Rua da Boavista)

## Arruamentos
A antiga freguesia da Cedofeita contém 173 arruamentos. São estes:
| - Alameda dos Capitães de Abril - Avenida da Boavista - Avenida da França - Calçada de Marques Marinho - Calçada do Monte da Lapa - Escadas Carolina Michaelis de Vasconcelos - Escadas do Monte Cativo - Escadas do Pinheiro - Jardim de Teófilo Braga - Largo da Carvalhosa - Largo da Lapa - Largo da Maternidade de Júlio Dinis - Largo da Paz - Largo da Ramada Alta - Largo de Alberto Pimentel - Largo de Alexandre Sá Pinto - Largo de Mompilher - Largo do Priorado - Largo Luís Braille - Praça Artur Santos Silva - Praça de Mouzinho de Albuquerque - Praça de Pedro Nunes - Praça do Coronel Pacheco - Praça do Exército Libertador - Praceta de Adelino Amaro da Costa - Praceta de Públia Hortênsia - Praceta Egito Gonçalves - Rua Alfredo Allen - Rua da Aliança - Rua da Boa Hora - Rua da Boavista - Rua da Bouça - Rua da Conceição - Rua da Constituição - Rua da Glória - Rua da Graciosa - Rua da Igreja de Cedofeita - Rua da Infanta D. Maria - Rua da Lapa - Rua da Liberdade - Rua da Maternidade - Rua da Natária - Rua da Paz - Rua da Peneda | - Rua da Prelada - Rua da Quinta Amarela - Rua da Regeneração - Rua da Saudade - Rua da Senhora da Lapa - Rua da Torrinha - Rua das Águas Férreas - Rua das Classes Obreiras - Rua de Adolfo Casais Monteiro - Rua de Álvares Cabral - Rua de Alves Redol - Rua de Aníbal Cunha - Rua de Antero de Quental - Rua de António Cândido - Rua de António Enes - Rua de Augusto Luso - Rua de Brito Capelo - Rua de Cabinda - Rua de Cedofeita - Rua de Cervantes - Rua de Chaimite - Rua de Cinco de Outubro - Rua de Coolela - Rua de Cunha Júnior - Rua de D. António Barroso - Rua de D. António Meireles - Rua de D. Nicolau Monteiro - Rua de Damião de Góis - Rua de Diogo Brandão - Rua de Domingos Sequeira - Rua de Egas Moniz - Rua de Fernandes Costa - Rua de Francisco Sanches - Rua de Freire de Andrade - Rua de Honório Barreto - Rua de João de Deus - Rua de Joaquim de Vasconcelos - Rua de Jorge de Sena - Rua de Júlio Dinis - Rua de Luís Veiga Leitão - Rua de Marques Marinho - Rua de Marracuene - Rua de Miguel Bombarda | - Rua de Nossa Senhora de Fátima - Rua de Nove de Julho - Rua de Oliveira Monteiro - Rua de Paula Vicente - Rua de Pedro Hispano - Rua de Quinze de Novembro - Rua de Ribeiro de Sousa - Rua de Ricardo Martins - Rua de Ricardo Severo - Rua de S. Brás - Rua de S. Dinis - Rua de S. Martinho - Rua de S. Paulo - Rua de Sacadura Cabral - Rua de Salgueiros - Rua de Santa Isabel - Rua de Serpa Pinto - Rua de Vieira Portuense - Rua de Vitorino Nemésio - Rua do Almada - Rua do Almirante Leote do Rego - Rua do Barão de Forrester - Rua do Breiner - Rua do Cantor Zeca Afonso - Rua do Capitão Henrique Galvão - Rua do Capitão Pombeiro - Rua do Conde de Vilas Boas - Rua do Cónego Ferreira Pinto - Rua do Dr. Carlos Cal Brandão - Rua do Dr. Mário de Vasconcelos e Sá - Rua do Dr. Ricardo Jorge - Rua do General Norton de Matos - Rua do General Silveira - Rua do Gerez - Rua do Instituto dos Cegos de S. Manuel - Rua do Limpopo - Rua do Marão - Rua do Melo - Rua do Mirante - Rua do Monte Alegre - Rua do Monte Cativo - Rua do Monte da Lapa - Rua do Monte Pedral | - Rua do Niassa - Rua do Padre Alexandre - Rua do Padre Cruz - Rua do Padre Pacheco do Monte - Rua do Paraíso - Rua do Pinheiro - Rua do Quanza - Rua do Rosário - Rua do Soajo - Rua do Sport Comércio e Salgueiros - Rua do Zaire - Rua do Zambeze - Rua dos Açores - Rua dos Arcos - Rua dos Bragas - Rua dos Burgães - Rua dos Mártires da Liberdade - Rua dos Vanzeleres - Rua Dr. Emílio Peres - Rua Escritor Nuno de Bragança - Rua Ofélia Diogo da Costa - Rua Professor José Augusto Seabra - Travessa da Carvalhosa - Travessa da Figueirôa - Travessa da Lapa - Travessa da Natária - Travessa da Paz - Travessa da Quinta Amarela - Travessa da Senhora da Lapa - Travessa das Águas Férreas - Travessa de Antero de Quental - Travessa de Cedofeita - Travessa de Marracuene - Travessa de S. Brás - Travessa de S. Carlos - Travessa de S. Dinis - Travessa de Salgueiros - Travessa do Carregal - Travessa do Coronel Pacheco - Travessa do Monte da Lapa - Travessa do Monte Louro - Viela da Carvalhosa - Viela de S. Brás |

### Legenda
1. ↑  Partilhada com as freguesias de Aldoar e Nevogilde.
2. 1 2 3 4  Partilhada com a freguesia da Lordelo do Ouro.
3. 1 2 3 4 5 6 7 8 9 10 11 12 13  Partilhada com a freguesia de Massarelos.
4. 1 2 3 4 5 6 7 8  Partilhada com a freguesia de Ramalde.
5. 1 2 3 4 5 6 7  Partilhada com a freguesia da Vitória.
6. 1 2 3 4 5 6 7 8 9 10 11 12 13 14 15 16 17 18  Partilhada com a freguesia de Paranhos.
7. ↑  Partilhada com a freguesia do Bonfim.
8. 1 2 3 4 5 6 7 8  Partilhada com a freguesia de Santo Ildefonso.
9. 1 2 3 4  Partilhada com a freguesia de Miragaia.